# II. Géza magyar király
II. Géza (Tolna, 1130 – Székesfehérvár, 1162. május 31.) Magyarország királya 1141 és 1162 között. Vak Béla és Ilona királyné legidősebb fia. II. Gézát annak ellenére, hogy mindössze 32 esztendősen halt meg, a legjelentősebb – ám a közgondolkodásban jobbára elfeledett – lovagkirályok közé szokás sorolni. Kiterjedt külpolitikájával, sikeres hadjárataival és jelentős egyházi tevékenységével erősítette országa befolyását Európában. Uralkodása alatt a Magyar Királyság intenzív kapcsolatba került Egyiptommal és Hvárezmmel.
A király halála után idősebbik fia, István, majd második fia, Béla került a trónra. Utóbbi szintén tehetséges uralkodónak bizonyult.

## Trónra lépése
1141. február 13-án meghalt apja, II. Béla. Béla és a hozzá hű főurak eddigre kiirtottak minden főurat, aki bármely trónkövetelőt támogathatott volna, ezért nem volt akadálya, hogy legidősebb fiát, Gézát már három nap múlva  1141. február 16-án királlyá koronázzák Székesfehérváron. Géza ekkoriban 11 év körüli gyermek volt, ezért uralkodása első éveiben nem lehetett képes arra, hogy önállóan uralkodjon. A királyi tanács közreműködésével Ilona anyakirályné és testvére, Belos, azaz Géza anyai nagybátyja irányította az országot. Belos másfél évtizeden át meghatározó alakja volt a magyar politikának, az egyik legmagasabb tisztséget, a bánit megszerezve.

## Borisz elleni harca
1132 és 1145 között a források nem szólnak Borisz holtartózkodásáról, aki Könyves Kálmán állítólagos fia volt, de Kálmán nem ismerte el annak, mégis Kálmán halála után trónkövetelőként lépett fel. 1139-ben  Kijevben meghalt anyja, Eufémia, s ő ezután 1145-ben Bajorországban jelent meg a II. Ulászló cseh fejedelem kíséretében, hogy III. Konrád német királytól kérjen segítséget trónja visszaszerzése érdekében. 1146-ban Borisz német és osztrák zsoldosokkal meglepetésszerűen elfoglalja Pozsonyt.

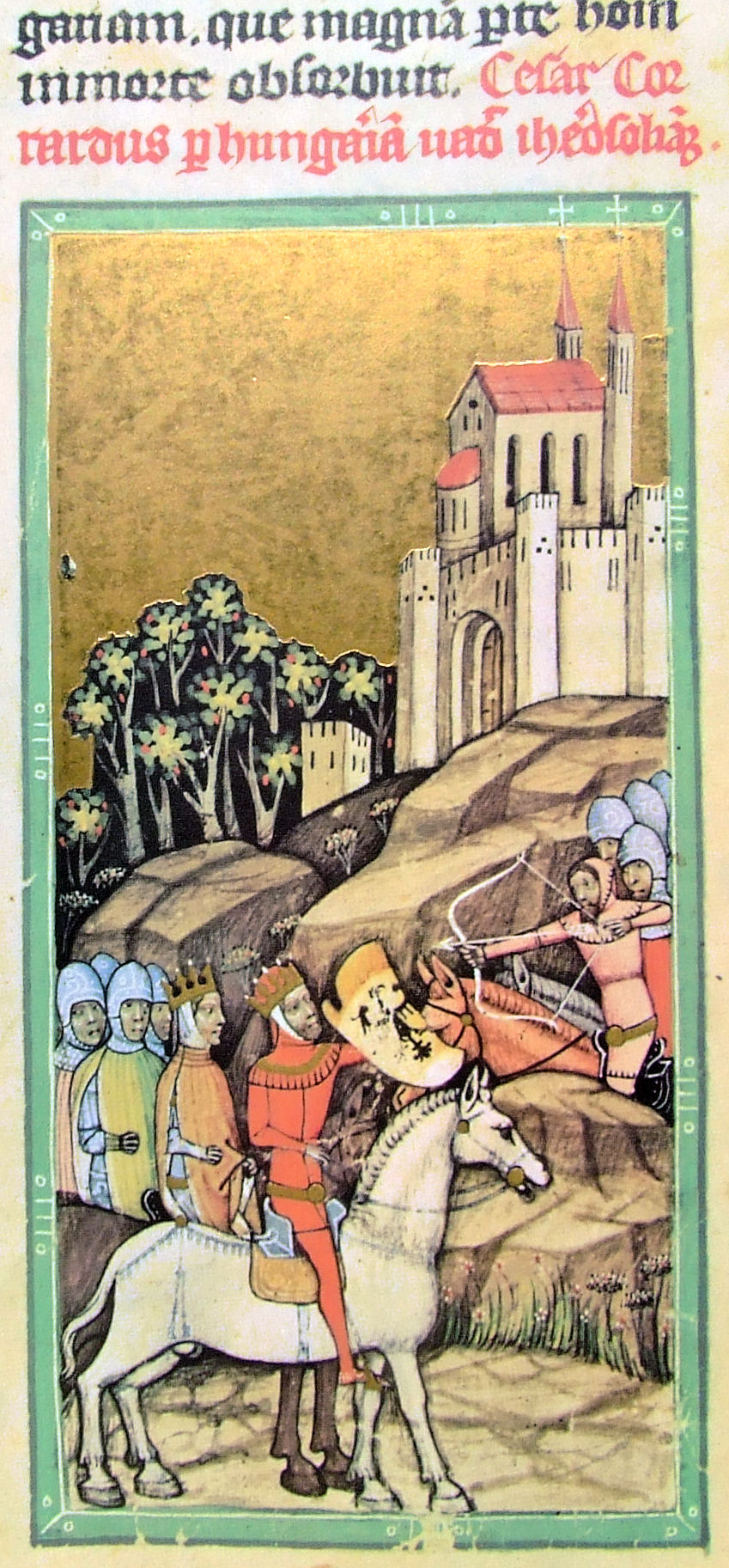
III. Konrád keresztes hadserege átvonul Magyarországon (1147) – Miniatúra a Képes Krónikából (1358)

Korábban II. István és II. Béla jó kapcsolatot ápolt nyugati szomszédaival, 1140-ben azonban meghalt Szobeszláv cseh uralkodó, s fiát – akit szintén Ulászlónak hívtak – mellőzték a trónutódlásban. Znojmói Konrád – akit rokoni kapcsolatok fűztek Gézához – fellázadt az új fejedelem ellen, s feltehető, hogy Géza őt és Szobeszláv fiát támogatta. II. Ulászló fejedelem ezt bosszulhatta meg azzal, hogy Borisz magyar trónigényét felkarolta. Ekkoriban módosult III. Konrád politikája is, miután jelentősen enyhült a Stauf–Welf-viszály. Zsófia, II. Béla lánya, Konrád fiának, Henriknek a jegyese volt korábban, de az új helyzetben a jegyesség már nem volt fontos és méltatlanul bántak Zsófiával, aki végül belépett az admonti bencés apácakolostorba. A magyar udvart ez a bánásmód nagyon felháborította, s csak Zsófia kérésére nem tettek ellenlépéseket. Közben Konrád világuralmi terveket szövögetett, amihez a szomszéd uralkodóktól feltétlen engedelmességet követelt, amire Géza nem volt hajlandó. Konrád ezért szívesebben látott volna Borisz személyében egy engedelmes magyar királyt.
Géza nagy sereggel, íjászokkal, hadigépekkel vette ostrom alá Pozsonyt, mire a németek tárgyalni kezdtek és 3000 font (ti. ezüstmárka) ellenében átadták a várat és elvonultak. Gézát vitézsége miatt lovaggá ütötték, aki ellencsapásra készült. Kapcsolatba lépett Konrád ellenfelével, VI. Welf herceggel és anyagi támogatást nyújtott neki. 1146 szeptember 11-én a Lajta menti csatában legyőzte Jasomirgott Henrik osztrák őrgrófot, osztrák–bajor seregét teljesen szétverve. A német–magyar viszony hosszú időre ellenségessé vált, a német bosszú csak a kereszteshadjárat miatt maradt el.
1147-ben a második keresztes hadjáratra induló III. Konrád német király átvonult Magyarországon. Borisz vele akart tartani, de Konrád megtagadta ezt, nehogy a keresztes hadjárat veszélybe kerüljön. Nem sokkal később VII. Lajos francia király vonult át Magyarországon, akit Géza nagyon szívélyesen fogadott és felkérte, hogy tartsa keresztvíz alá újszülött fiát, Istvánt. Lajos seregében bújt meg a trónkövetelő Borisz. Géza kérte kiadatását, amit Lajos megtagadott és magával vitte Bizáncba – ahol, mint a baszileusz rokonától, jó szolgálatokat várt tőle, – ezzel meghiúsítva Borisz terveit is. 1148-ban egyébként Damaszkusz sikertelen ostromával a keresztes hadjárat véget ért.

## Halicsi hadjáratai

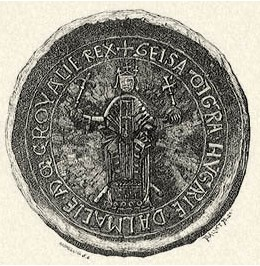
II. Géza királyi pecsétje

Vlagyimirko przemysli fejedelem, II. István és II. Béla szövetségese egymás után hódította meg szomszédait és 1141-ben megalapította a halicsi fejedelemséget. Vszevolod kijevi nagyfejedelem mindezt féltékenyen nézte és elhatározta, hogy meghódítja Halicsot más orosz fejedelmek és a lengyel uralkodó szövetségében. Vlagyimirko (akinek felesége Kálmán magyar király lánya volt) Gézához fordult segítségért, aki Belus bán vezetésével seregeket küldött neki, megmentve őt a bukástól, de Vlagyimirko engedelmességet kellett hogy fogadjon Vszevolodnak.
Megromlott nyugati kapcsolatok ellensúlyozására lengyel és orosz földön keresett újabb szövetségeseket. 1146 őszén feleségül vette a volhiniai Vlagyimir fejedelmének, II. Izjaszlávnak – aki augusztus óta már a kijevi trónt is birtokolta – a nővérét, Eufroszinát, akitől idővel négy fia (István, Béla, Géza, Árpád) és négy lánya (Erzsébet, Odola, Ilona, Mária) született. Izjaszláv 1147 nyarán a konstantinápolyi pátriárka megkerülésével saját jelöltjét választotta meg kijevi metropolitának az orosz egyház élére, amivel kihívta Bizánc haragját, aki ellenfelét, Jurij Dolgorukij szuzdali fejedelmet kezdte támogatni a kijevi trón megszerzéséért. Közben Vlagyimirko halicsi fejedelem kijevi és volhíniai területeket foglalt el. Ezzel kialakulóban volt két egymással rivalizáló fejedelmi koalíció, a szuzdal-halicsi és a volhínia-szmolenszki csoport.
Géza már 1148-ban sereget küldött apósának, Izjaszlávnak Csernyigov elleni hadjáratához, ez azonban még nem állt kapcsolatban a csoportok küzdelmével. Mutatja ezt, hogy Jurij Dolgorukij és Vlagyimirko is távol tartotta magát ettől a küzdelemtől. 1149. augusztus 23-án azután, a kijevi nagyfejedelmet elűzi trónjáról a szuzdali fejedelem. Apósa segítséget kér tőle, az év végén ezért csapatokat küld neki. Ő maga nem mehetett, mert ekkor már a Balkánra is figyelnie kellett, ahol 1149 őszétől a szerbek harcban álltak Bizánccal. Ezért a magyar csapatok Vlagyimirból vissza is fordulnak, Izjaszláv pedig 1150-ben a nomád úzok segítségével foglalja vissza Kijevet, de a nyáron Jurij Dolgorukij halicsi támogatással ismét elveszi tőle, ezért Izjaszláv megint Gézához fordul.
1150 őszén Géza az országos magyar haderővel vonul a halicsi Vlagyimirko ellen, aki Przemyśl várába zárkózik, de I. Mánuel bizánci császár pusztító szerémségi betörése miatt kénytelen Magyarországra visszatérni. 1151 elején ismét jelentős, tízezer fős sereget küld apósának, amivel Izjaszláv Kijev alá vonul, amit Jurij Dolgorukij harc nélkül felad. Hamarosan azonban a szuzdali és halicsi fejedelem újabb akcióba kezd, ekkor Izjaszláv a fiát, Msztyiszlávot küldte Gézához segítségért. Mire azonban az megérkezik, Izjaszláv már legyőzi Jurij Dolgorukijt, ezért a magyar sereg óvatlanná válik, mulatozással tölti estéit. Ezt kihasználva egy hajnalon Vlagyimirko lemészárolja a holtrészegen fetrengő magyarokat. Izjaszláv újra elküldi fiát Gézához, hogy ő maga jöjjön, két oldalról bekerítve ezzel a halicsi fejedelmet. 1152-ben Géza ismét a teljes magyar haderővel (72 megyei és az udvari sereg) megy a halicsi fejedelem ellen. Hadai a San folyó környékén találkoznak Izjaszlávval és Przemyśl közelében súlyos vereséget mérnek Vlagyimirkóra, aki sebesülten Przemyśl várába húzódik, s onnan követeket küld a magyar királyhoz, hogy sok ajándék kíséretében emlékeztessék, mennyi jót is tett ő Géza vak apjáért, amikor a lengyelekkel is harcolt érte. Géza végül is nem teljesítette a kijevi fejedelem azon kívánságát, hogy Vlagyimirkót fosszák meg tartományától, de a kompromisszumos béke értelmében vissza kellett adnia az Izjaszlávtól elragadott területeket, és köteleznie kellett magát, hogy a jövőben Izjaszláv szövetségese lesz. Ezzel Géza egészen 1165-ig visszanyerte Halicsot, mint szövetségest Bizánc elleni harcához, és többet nem avatkozott az orosz fejedelmek ügyeibe, bár lett volna alkalma rá.

## Bizánc elleni háborúi

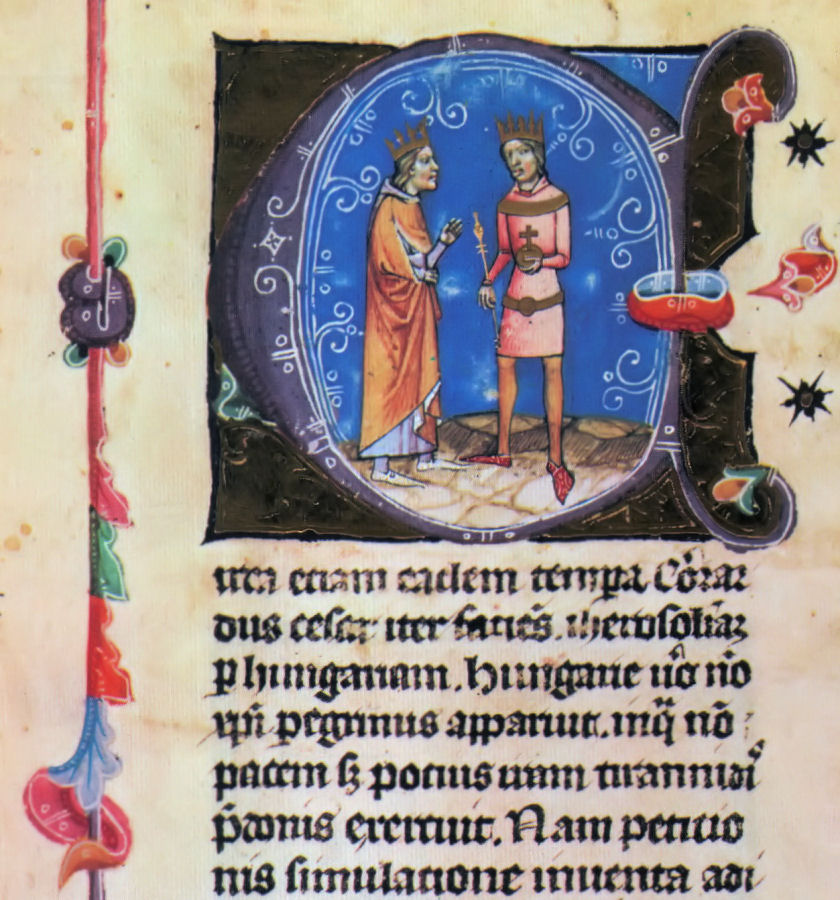
II. Géza (jobbra) és VII. Lajos francia király (jelképes jelenet, Képes krónika)

A 12. század közepén Európát valósággal kettéosztották a politikai-katonai szövetségek küzdelmei. Egyik oldalon állt a két császár szövetsége I. Mánuel bizánci császárral, III. Konrád német királlyal (akit nem koronáztak német-római császárrá), a Velencei Köztársasággal, a másikon pedig a francia-normann szövetség II. Roger szicíliai normann uralkodóval, VII. Lajos francia királlyal, III. Jenő pápával, VI. Welf német herceggel, II. Uroš raskai szerb nagyzsupánnal és a természetes módon ide tartozó Géza magyar királlyal. Az orosz fejedelmek megosztottak voltak a két szövetség között, a Bizánccal szövetséges szuzdal-halicsi csoport és a magyar szövetséges volhinia-szmolenszki csoport harcolt a kijevi nagyfejedelmi címért, az utóbbi pedig még az orosz egyháznak a konstantinápolyi pátriárkától való függetlenségéért is.
1148-ban Thesszalonikében Mánuel és III. Konrád egyezményt kötött, hogy közösen megdöntik Roger szicíliai uralmát. Mánuel 1149-ben seregeit összevonta a Nyugat-Balkánon mire működésbe lépett a francia-normann szövetség. II. Uroš – aki I. Uroš fia, Ilona anyakirályné és Belus bán testvére, azaz Géza nagybátyja volt – fellázadt a bizánci uralom ellen. Géza csapatokat küldött megsegítésére. Szeptember végén Mánuel Szerbia ellen vonult, de nem tudta legyőzni a hegyek közé húzódó Urošt, végül az időjárás miatt hazatért.
1150 őszén Mánuel nagyszabású hadjáratba kezdett, s a szerbek ezúttal vállalták az összecsapást. Az előző évinél erősebb besenyő-káliz-magyar etnikumú királyi csapatok támogatták őket Bágyon ispán vezetésével, miközben Géza maga az országos haderővel Halicsban volt. Mánuel Észak-Szerbiában a Tara-patak mellett nagy győzelmet aratott a szerb-magyar sereg felett. A csatában Bágyon kardjával arcon vágta Mánuelt – akit a leboruló és mélyen behorpadó rostély megvédett, de megsebesített, a baszileusz pedig levágta az ispán kezét. A vesztes csata után Uroš hűbéresküt tett a Mánuelnek. Mánuel ezután hadüzenetet küldött Gézának és serege Belgrádnál bödönhajókon (fatörzscsónakokon) átkelt a határfolyón, a Száván. Hadainak egy része elfoglalta Zimonyt, másik része teljesen kifosztotta a Szerémséget, az ott lakók tömegeit áttelepítve a birodalom területére. Egy másik seregrész Borisz vezetésével a Temesközt dúlta fel. Először Belus bán érkezett meg egy magyar sereggel, de nem vállalta egyedül a harcot, végül Géza Halicsból a teljes haderő élén. Ekkor a bizánciak visszavonultak és az 1151 elején kötött fegyverszünettel egyelőre befejeződtek a harcok.
Borisz ismételt feltűnése miatt Géza biztosítani akarta a trónutódlást, ezért 1152-ben maga mellé vette idősebb fiát, az 5 éves Istvánt társuralkodóként, öccseit, Lászlót és Istvánt pedig hercegi ellátmánnyal látta el. Úgy ítélte meg, hogy egyelőre nem érdemes folytatni a Bizánc elleni közvetlen konfrontációt, és Mánuelnek sem volt egyelőre fontos Magyarország, s így Borisz trónigényének támogatása, mert Itáliában volt érdekelt.
1152 februárjában azonban meghalt III. Konrád és helyére a német trónon a bátyja fia, Barbarossa Frigyes került, aki a júniusi regensburgi birodalmi gyűlésen felvetette Magyarország hűbéri alávetésének tervét. Ez azonban megbukott a német fejedelmek ellenállásán, akik inkább a Stauf-Welf viszály megoldását szerették volna. Jasomirgott Henrikkel Gézának 1151-ben személyes találkozón szerencsére sikerült addigi ellentétét elsimítania. Frigyes a római császárok utódaként nem ismerte el Mánuel császári címét, s Itálián nem volt hajlandó megosztozni vele, amivel véget ért a két császár szövetsége, s a nemzetközi viszonyok alaposan átrendeződtek, VII. Lajos francia király végleg lemondott arról, hogy Bizánc és a mohamedánok ellen kereszthadjáratban vegyen részt.
Ebben a helyzetben Géza elérkezettnek látta az időt, hogy megbosszulja Mánuel korábbi dúlását. 1153-ban meglepetésszerűen akart támadni, ezért a Dunához vonult, de Mánuel idejében értesült szándékáról, s ő is megjelent a Dunánál, mire Géza kezdeményezésére békét kötöttek. Ennek értelmében tízezer 1150-ben bizánci kézre került hadifogolyért váltságdíjat fizetett, a többiek, s a Szerémség elhajtott lakosai pedig váltságdíj nélkül hazatérhettek. A nyugalom azonban nem állt helyre, mert Géza főleg Belus bánra hallgatva kapcsolatba lépett II. Urošsal, mire 1154-ben Mánuel megkezdte egy újabb magyarországi hadjárat szervezését, de végül a király és a császár követeinek sikerült Szófiában megegyezniük, s a császár kényszerítette a szerb fejedelmet, hogy szakítsa meg kapcsolatait a magyar királlyal.

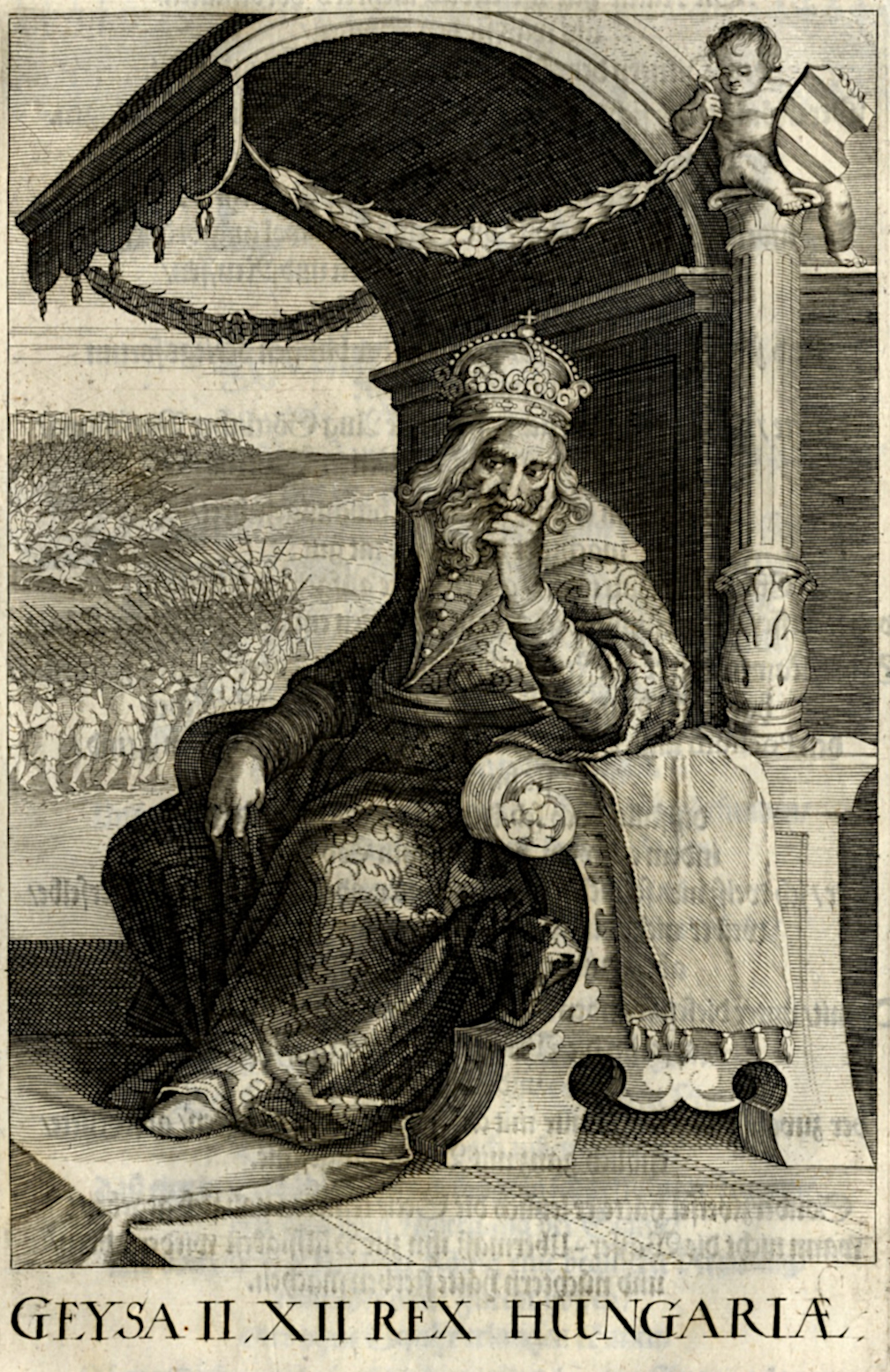
II. Géza király egy újkori metszeten

1154 szeptemberében Barbarossa Frigyes megkezdte itáliai hadjáratát, hogy ott felszámolja a normann uralmat. Mivel Itáliára Bizánc is igényt tartott, ezért Mánuel is megkezdte saját itáliai hadjáratának a szervezését. Ekkor érte őt teljesen váratlanul Géza támadása, aki titokban megegyezett Mánuel unokatestvérével, Andronikosz Komnénosszal, Belgrád, Barancs és Nis bizánci helytartójával, hogy ezen területek magyar kézre adása fejében segítséget nyújt neki a bizánci császári korona megszerzéséhez. Géza ősszel átkelt a Dunán és ostrom alá vette Barancsot, időközben azonban Andronikoszt lefogták és Bizáncban börtönbe vetették. A megegyezés ezzel meghiúsult, ezért Géza visszavonult.
1155-ben Mánuel bosszút akart állni, a birodalmi sereg élén a Dunához vonult, s a görög flotta is felhajózott a Dunán. Géza azonban felkészülten várta, szintén a Dunához vonult. Hosszas tárgyalások után Géza javaslatára 5 éves békét kötöttek az összecsapások előtti status quo alapján, ami végül lezárta Géza idejére a magyar-bizánci háborúkat. 1156-ban Mánuel még szövetséget ajánlott Barbarossa Frigyesnek Magyarország ellen annak felosztása érdekében, de Frigyes elutasította, mert semmilyen módon nem akarta támogatni Bizánc terjeszkedését.

## Viszonya Barbarossa Frigyessel, újabb trónviszályok
II. Géza magyar király uralkodásának elején megromlottak a korábban jó magyar-nyugati kapcsolatok. Ennek oka a cseh trónutódlás kapcsán támadt ellentét volt, de III. Konrád prioritásainak változása is, miután a Stauf-Welf viszály enyhülése miatt már nem tartotta fontosnak fiának és Zsófiának, II. Béla lányának jegyességét, aki emiatt kolostorba vonult. Konrád, a cseh fejedelem és az osztrák őrgróf ezután támogatta Borisz trónigényét. 

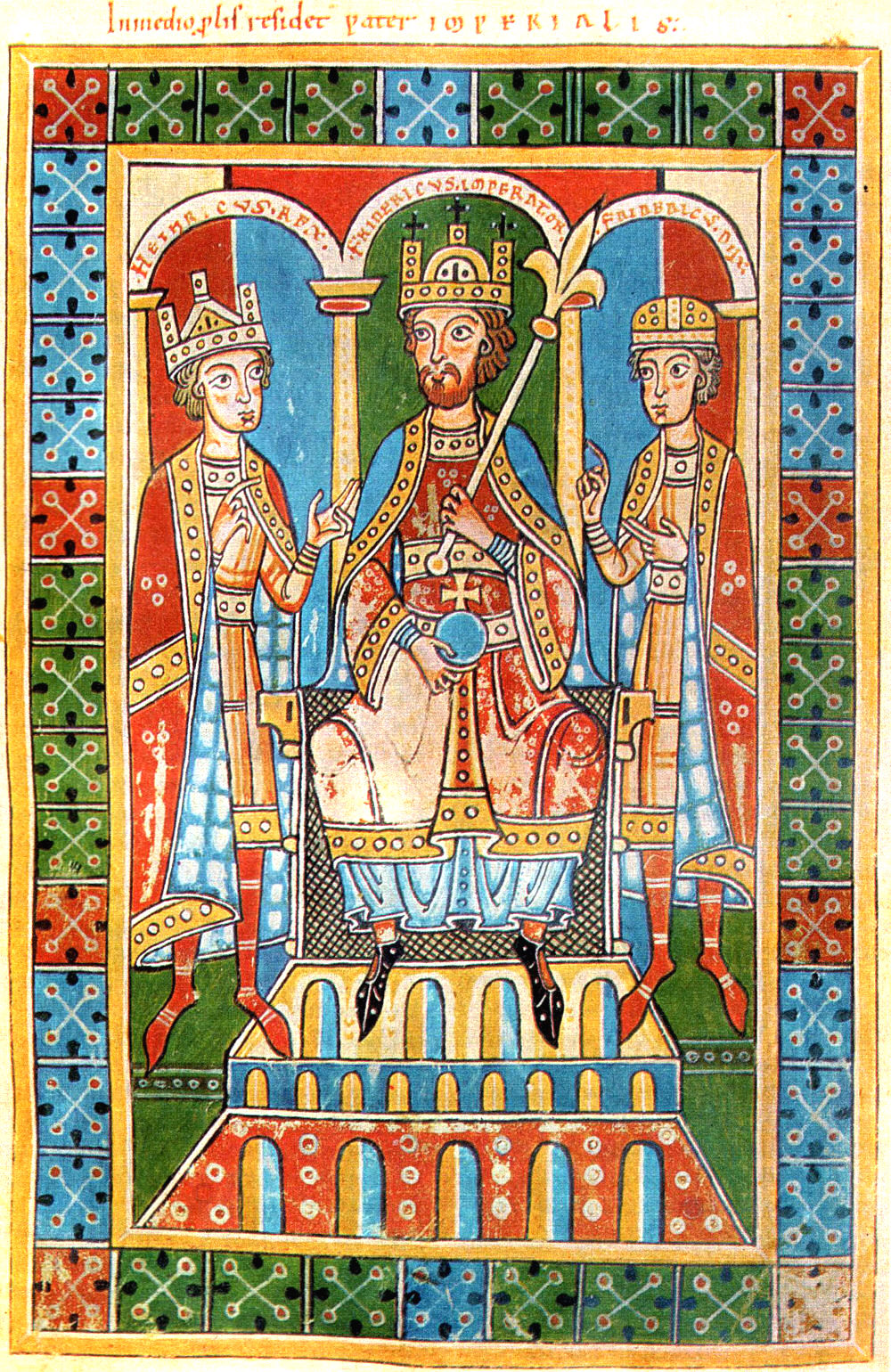
Barbarossa Frigyes a fiaival

A német király halála után utóda, Barbarossa Frigyes pedig javasolta a német birodalmi gyűlésnek Magyarország hűbéri alávetését, amit akkor a német fejedelmek elvetettek a belső ellentéteik miatt. 1156-ban pedig Mánuel bizánci császár javasolt szövetséget az 1155-ben Rómában császárrá koronázott Frigyesnek Magyarország felosztására, amit az csak azért utasított el, mert így sem akarta támogatni Mánuel hatalmi törekvéseit. 1156. szeptember 8-án Henrik őrgrófot hercegi rangra emelte annak fejében, hogy Henriknek le kellett mondania Bajorországról. Hercegi jogait a szeptember 17-én kiadott Privilegium minus tartalmazta. Az Osztrák őrgrófságból így létrehozott Osztrák Hercegség feladata a Magyarország elleni védelem volt.
Géza és a magyar udvar nagyon fenyegetőnek találta ezeket a fejleményeket, a két császár elleni kétfrontos harc lehetőségét, amiből a kiutat a nyugati viszony megjavításában látták. A fordulat 1157-ben következett be Dániel prágai püspök követjárásával, amikor cseh-magyar dinasztikus kapcsolat jött létre I. Ulászló cseh király Frigyes fiának és Erzsébetnek, Géza lányának a házasságával. Géza ugyanakkor segédcsapatokat ajánlott fel Barbarossa Frigyesnek annak készülő második itáliai hadjáratához.
Ezzel lezárult Géza látványos nagy akcióinak időszaka, aminek belpolitikai okai is voltak. 1156 végén egyik testvére, István, akit nem elégített ki a terület és hatalom nélküli hercegi ellátmény, trónigénnyel lépett fel, amiben Belus bán – aki ekkor a nádori tisztséget is birtokolta a báni mellett – is támogatta. Az uralkodó osztály ismét frakciókra szakadt, amiben talán a Géza orosz és bizánci politikájával szembeni elégedetlenség is szerepet játszott. Géza meggyilkolását tervezték. Géza párthíveinek fellépése következtében előbb Belus, majd István is az ország elhagyására kényszerült, utóbbi Barbarossa Frigyes udvarába menekült. Frigyes itáliai tervei és az éppen javuló magyar-nyugati kapcsolatok miatt nem akart bonyodalmakat, és vonakodott támogatni Istvánt, aki 1158-ban Bizáncba távozott. Mánuel császár örömmel fogadta Istvánt és a korábban Frigyesnek szánt unokahúgát, Máriát hozzá adta feleségül, azonban támogatást nem adott neki, mert keleti külpolitikája foglalta le erőit 1161-ig. Ezután 1158-ban Frigyes oldalán ötszáz magyar íjász is harcolt Itáliában.
1159-ben meghalt IV. Adorján pápa, s helyére III. Sándort választották, aki a pápai elsőbbséget hirdette. Ezért Frigyes nem ismerte őt el, ugyanis szakított a wormsi konkordátummal, s a késő római és a frank császárok mintájára maga nevezte ki püspökeit, akiktől hűbéri esküt követelt. IV. Viktor néven a bíborosok kisebb része révén ellenpápát állíttatott, s ezzel létrejött egy egyházszakadás, ami a legfontosabb európai kérdéssé vált. Az európai uralkodók többsége azonban félve a német császár világuralmi törekvéseitől Sándor pápa mellé állt.
Ez hatott Gézára is, aki István herceg törekvései miatt kivárt, amíg kialakulnak az európai frontok, majd ő is Sándor pápa mellé állt, biztonság kedvéért szövetséget kötve VII. Lajos francia királlyal egy esetleges német támadás esetére. Közben 1160 táján másik öccse, László is szervezkedni kezdett, s végül ő is Bizáncba távozott testvére, István herceg után. Géza, hogy országát Bizánc felé is biztosítsa, 1161-ben ismét ötéves békeszerződést írt alá Mánuel császárral.

## Egyházzal kapcsolatos tevékenysége

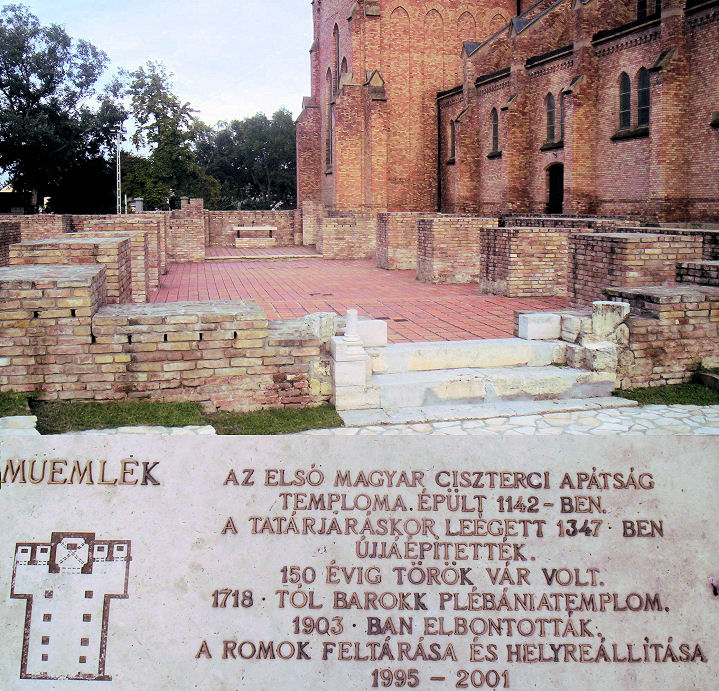
A bátaszéki ciszterci monostor romjai

1142-ben Cikádoron (Tolna vármegye, ma Bátaszék) megalapította az első magyarországi ciszterci monostort.
Az 1150-es évek első felében igen feszültté vált a viszonya a Római Kúriával. Egyházi forrás arról panaszkodik, hogy a névlegesen is alig keresztény uralkodó nem engedte be országába a pápai követeket, akik az egyházi hűség és fegyelem megszilárdítása miatt akartak a barbár magyar földre utazni. Küldetésük azzal is kapcsolatban állhatott, hogy Géza nem akadályozta papjait ágyasok tartásával, amivel egyházi és világi törvényeket is sértett.
Az ellentétek fő oka azonban az lehetett, hogy a dalmát kérdésben a pápa Velence oldalára állt, s a magyarok dalmáciai uralmát igazságtalan hatalombirtoklásnak minősítette. IV. Adorján pápa az 1154-ben felállított zárai érsekséget egyházjogilag 1155 elején a gradói (velencei) pátriárka alá rendelte.
1161 nyarán megegyezést kötött a pápával annak követei révén, számos történész szerint fontos lett volna Bánfi Lukács esztergomi érsek szerepe, hogy a magyar király elismerje III. Sándort. A Római Kúria elfogadta, hogy a magyar egyházi vezetők csak királyi engedéllyel fellebbezhetnek a pápához vitás ügyeikben, ő viszont arra kötelezte magát, hogy pápai hozzájárulás nélkül nem tesz le és nem helyez át püspököket. Végső soron itt Könyves Kálmánhoz hasonlóan lemondott az invesztitúrajog gyakorlásáról.
II. Géza a három évig Magyarországon tartózkodó Abu Hámid al-Garnáti hatására támogatta a hazánkban élő muszlim kisebbséget.

## A magyar társadalom II. Géza idején
Freisingi Ottó korabeli tudósítása csodálattal ír a király hatalmáról. A megyéket és ispánokat, mint grófságokat és grófokat említi, akiknek a beszedett jövedelmeknek csak az egyharmada marad meg, a többi a kincstárba kerül.
Becslések alapján ekkoriban a népsűrűséget 7 fő/km² körülire tehetjük. Horvátország és Dalmácia nélkül az ország területe ekkor már 330 ezer km² volt, aminek kétharmada lehetett lakott, azaz másfél millió lakossal számolhatunk. Ez mintegy 50%-kal több, mint az előző évszázadban. Sok betelepülő is érkezett, előkelő és közrendű is. Ekkor érkezett például a Héder és Wolfer testvérpár 40 páncélos kíséretében. Héder hamarosan udvarbíró, majd nádor lett, tőlük származik a híres Héder nemzetség. A betelepülők zöme azonban paraszt és kézműves volt. Szászok ekkor telepedtek le nagy számban Erdélyben Beszterce és Szeben vidékén.

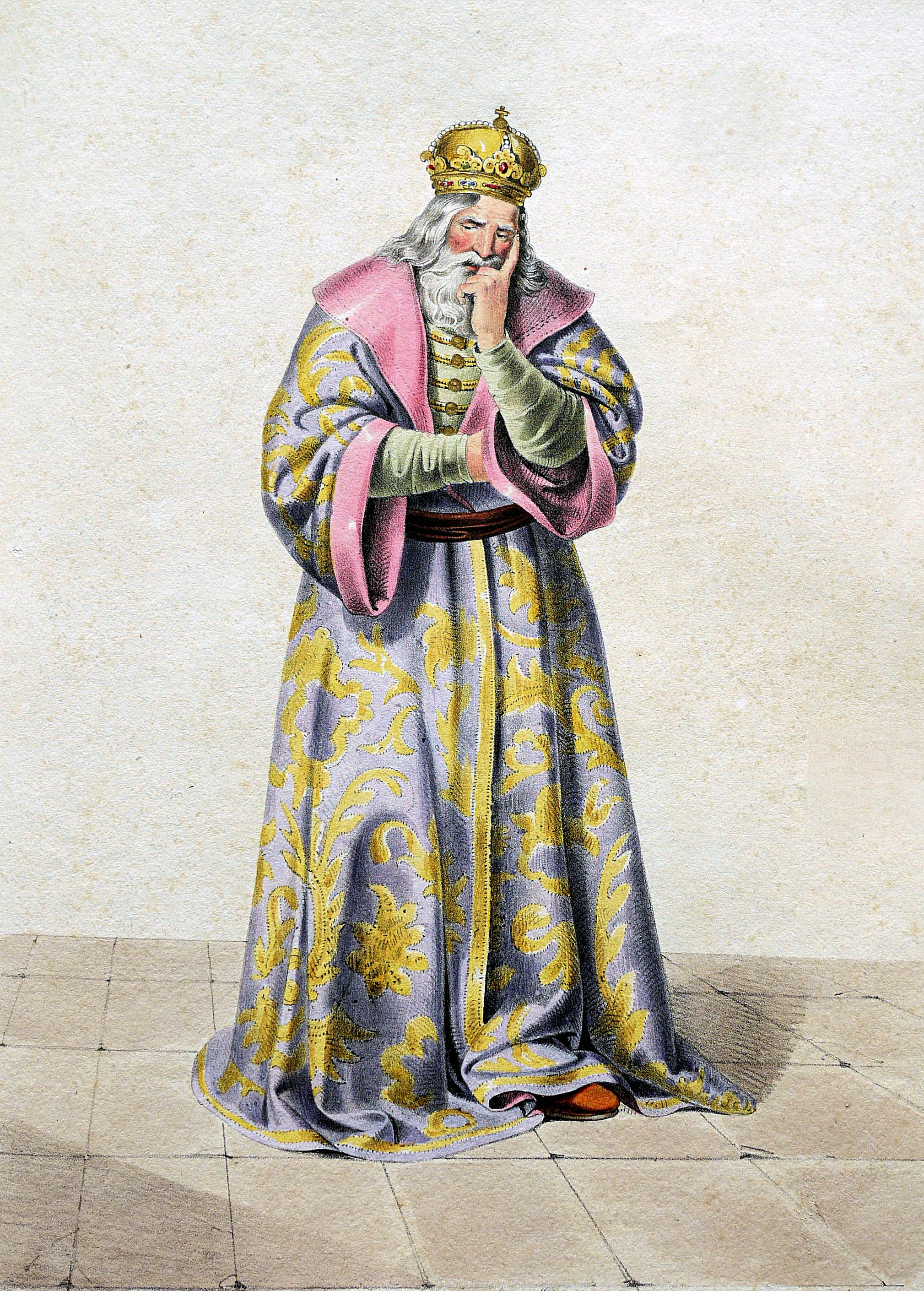
II. Géza. Moritz von Schwind festménye Josef Kriehuber litográfiája nyomán

Ekkoriban csak három igazán városias település volt az országban, Székesfehérvár, Esztergom és Óbuda. A népesség zöme falvakban élt, amelyeknek száma 9-10 ezerre tehető. Egy faluban 20-40 ház volt, amelyben átlag 5 fős családok lakhattak, azaz egy falu népessége nemigen haladhatta meg a 200 főt. Freisingi Ottó szerint tavasztól őszig az emberek szellős sátorban, míg télen a kb. 10 m²-es szalmával, náddal fedett veremházban laktak. Néhány helyen megjelent már a faház és a kőház is.
A népesség legnagyobb részét a teljesen nincstelen és jogtalan szolgák tették ki, akik elsősorban munkajáradékkal tartoztak uraiknak. Kevesebben voltak azok a szolgák, akik a birtokostól kapott földdel, állatokkal, szerszámokkal rendelkeztek, s terményjáradékkal tartoztak uruknak. Voltak ezentúl a költözési joguktól megfosztott szabadok és szabadon költözködő hospesek (vendégek, bevándorlók) is.
Magyarországon az ekés földművelés (búza, köles, rozs, árpa) jelentősége ekkoriban kezdte elérni az állattenyésztését (ló, szarvasmarha, juh, kecske, sertés, baromfi). A földművelésre a vad talajváltó rendszer volt jellemző, amikor a területet kimerülésig hasznaálják, majd új területet törnek fel. Jelentős volt még a halászat, vadászat és méhészet.
A birtokosok földjei nem egy tömbben, hanem az országban elszórtan helyezkedtek el. Kétféle királyi birtok létezett. Az egyik a királyi udvarházak alkotta udvari szervezet birtokai voltak, ahol a földet szolga állapotú udvarnokok művelték. A másik a várbirtokok rendszere volt, ahol a várjobbágyok felügyelete alatt a különféle várnépek elsősorban katonai szolgálattal tartoztak a királynak. A király kezében volt ekkor a földek 75%-a, a világi nagyuraké 15%-a (elsősorban az udvarnokföldekből kaptak adományokat), az egyházé pedig 10%-a.
Egy megye 300-400 katonát tudott kiállítani, ehhez jött a főleg vendégek alkotta udvari katonaság, valamint a besenyő és székely könnyűlovasság. Az országos sereg legnagyobb létszáma így mintegy 30 ezer lehetett, ami abban a korban nagyon tekintélyes létszám volt.